# Torneo de las Seis Naciones 2020
El Torneo de las Seis Naciones Guinness 2020 fue la 126.ª edición de la competición, entre selecciones, más importante del hemisferio norte se disputó desde el 1 de febrero hasta el 8 de marzo, momento en el que fue interrumpido por la Pandemia de COVID-19. Se reinicio el 24 de octubre y finalizó el 31 de octubre.

## Participantes
| País       | Estadio               | Estadio   | Estadio     | Entrenador      | Capitán         |
| País       | Recinto               | Capacidad | Ciudad      | Entrenador      | Capitán         |
| ---------- | --------------------- | --------- | ----------- | --------------- | --------------- |
| Escocia    | Estadio Murrayfield   | 67 144    | Edimburgo   | Gregor Townsend | Stuart Hogg     |
| Francia    | Estadio de Francia    | 81 338    | Saint-Denis | Fabien Galthié  | Charles Ollivon |
| Gales      | Estadio del Milenio   | 74 500    | Cardiff     | Wayne Pivac     | Alun Wyn Jones  |
| Inglaterra | Estadio de Twickenham | 82 000    | Londres     | Eddie Jones     | Owen Farrell    |
| Irlanda    | Estadio Aviva         | 51 700    | Dublín      | Andy Farrell    | Jonathan Sexton |
| Italia     | Estadio Olímpico      | 73 261    | Roma        | Franco Smith    | Luca Bigi       |

## Reglamento
Como desde la edición de 2017, el sistema de puntos es: 4 por victoria, 2 por empate y 0 por derrotas. Además de puntos adicionales de bonificación: 1 ofensivo por anotar cuatro o más ensayos y 1 defensivo si se es derrotado por menos de siete puntos de diferencia.
Adicionalmente, se otorgan tres puntos de bonificación a un equipo que gane sus cinco partidos (un Grand Slam). Esto garantiza que un equipo ganador de sus cinco partidos encabezará la tabla con al menos 23 puntos, ya que de lo contrario podría darse el caso que un equipo ganase los cinco partidos sin puntos de bonificación para un total de 20 puntos mientras que otro equipo ganase cuatro partidos con puntos de bonificación y perdiese su quinto partido mientras reclama puntos de bonificación para un máximo de 22 puntos.

## Clasificación
| Pos.                             | País       | Partidos | Partidos | Partidos  | Partidos | Anotación | Anotación | Anotación  | Puntos Bonus | Puntos |
| Pos.                             | País       | Jugados  | Ganados  | Empatados | Perdidos | A favor   | En contra | Diferencia | Puntos Bonus | Puntos |
| -------------------------------- | ---------- | -------- | -------- | --------- | -------- | --------- | --------- | ---------- | ------------ | ------ |
| 1                                | Inglaterra | 5        | 4        | 0         | 1        | 121       | 77        | +44        | 2            | 18     |
| 2                                | Francia    | 5        | 4        | 0         | 1        | 138       | 117       | +21        | 2            | 18     |
| 3                                | Irlanda    | 5        | 3        | 0         | 2        | 132       | 102       | +30        | 2            | 14     |
| 4                                | Escocia    | 5        | 3        | 0         | 2        | 77        | 59        | +18        | 2            | 14     |
| 5                                | Gales      | 5        | 1        | 0         | 4        | 119       | 98        | +21        | 4            | 8      |
| 6                                | Italia     | 5        | 0        | 0         | 5        | 44        | 178       | –134       | 0            | 0      |
| Fuente: Guinness 6 Nations Table |            |          |          |           |          |           |           |            |              |        |

## Partidos
BO: Punto de bonificación ofensivo.
BD: Punto de bonificación defensivo.

### Jornada 1
| 1 de febrero | Gales | BO 42 - 0 | Italia | Estadio del Milenio, Cardiff                                                                                          | |
| 14:15 | Tries: Adams 18', 30', 80+2' Tompkins 59' North 76' Conversiones: (2/3) Biggar 31', 61' (2/2) Halfpenny 77', 80+4' Penales: (3/3) Biggar 4', 11', 16' | Reporte   |        | Asistencia: 68 582 espectadores Árbitro(s): Luke Pearce Jueces de touch: Matthew Carley Mike Fraser TMO: James Leckie | Asistencia: 68 582 espectadores Árbitro(s): Luke Pearce Jueces de touch: Matthew Carley Mike Fraser TMO: James Leckie |
| Johnny McNicholl y Nick Tompkins (ambos de Gales) y Niccolò Cannone y Danilo Fischetti (ambos de Italia) hicieron su debut internacional. Josh Adams se convirtió en el segundo jugador galés en anotar un hat-trick en el Seis Naciones después de que George North anotó tres veces contra Italia en 2015. Italia se mantuvo en cero puntos por primera vez desde que perdió 29-0 ante Escocia en 2017. | |           |        | | |

| 1 de febrero | Irlanda                                                                                   | 19 - 12 BD | Escocia                                   | Estadio Aviva, Dublín | |
| 16:45 | Tries: Sexton 10' Conversiones: (1/1) Sexton 12' Penales: (4/5) Sexton 35', 45', 57', 73' | Reporte    | Penales: 5', 16', 52', 66' Hastings (4/5) | Asistencia: 51 000 espectadores Árbitro(s): Mathieu Raynal Jueces de touch: Pascal Gaüzère Federico Anselmi TMO: Glenn Newman | Asistencia: 51 000 espectadores Árbitro(s): Mathieu Raynal Jueces de touch: Pascal Gaüzère Federico Anselmi TMO: Glenn Newman |
| Caelan Doris y Rónan Kelleher (ambos de Irlanda), y Nick Haining (Escocia) hicieron su debut internacional. Irlanda retiene la Centenary Quaich |                                                                                           |            |                                           | | |

| 2 de febrero | Francia                                                                                               | 24 - 17 BD | Inglaterra                                                                            | Estadio de Francia, Saint-Denis                                                                                             | |
| 16:00 | Tries: Rattez 6' Ollivon 20', 55' Conversiones: (3/3) Ntamack 7', 21', 56' Penales: (1/1) Ntamack 16' | Reporte    | Tries: 57', 65' May Conversiones: 58', 56' Farrell (2/2) Penales: 80+2' Farrell (1/1) | Asistencia: 79 310 espectadores Árbitro(s): Nigel Owens Jueces de touch: Andrew Brace Brendon Pickerill TMO: Brian MacNeice | Asistencia: 79 310 espectadores Árbitro(s): Nigel Owens Jueces de touch: Andrew Brace Brendon Pickerill TMO: Brian MacNeice |
| Anthony Bouthier, Mohamed Haouas, Boris Palu, Arthur Vincent y Cameron Woki (todos de Francia) y George Furbank y Will Stuart (ambos de Inglaterra) hicieron su debut internacional. Francia ganó su partido de apertura del Seis Naciones por primera vez desde que venció a Italia por 23–21 en 2016. Inglaterra perdió su partido de apertura del Seis Naciones por primera vez desde 2014, que también fue derrota ante Francia en París. Inglaterra no logró sumar puntos en la primera mitad por primera vez en un partido del Seis Naciones desde su victoria por 35-3 sobre Irlanda en 1988. | |            |                                                                                       | | |

### Jornada 2
| 8 de febrero                                      | Irlanda                                                                                       | BO 24 - 14 | Gales                                                                                   | Estadio Aviva, Dublín                                                                                               | |
| 14:15                                             | Tries Larmour 19' Furlong 32' Van der Flier 47' Conway 75' Conversiones (2/4) Sexton 33', 48' | Reporte    | Tries 27' T. Williams 80+1' Tipuric Conversiones 28' Biggar (1/1) 80+2' Halfpenny (1/1) | Asistencia: 51 000 espectadores Árbitro(s): Romain Poite Jueces de touch: Luke Pearce Mike Fraser TMO: Glenn Newman | Asistencia: 51 000 espectadores Árbitro(s): Romain Poite Jueces de touch: Luke Pearce Mike Fraser TMO: Glenn Newman |
| Max Deegan (Irlanda) hizo su debut internacional. |                                                                                               |            |                                                                                         | | |

| 8 de febrero | Escocia                         | BD 6 - 13 | Inglaterra                                                                    | Estadio Murrayfield, Edimburgo                                                                                                | |
| 16:45 | Penales (2/2) Hastings 46', 78' | Reporte   | Tries 70' Genge Conversiones 71' Farrell (1/1) Penales 11', 77' Farrell (2/5) | Asistencia: 67 144 espectadores Árbitro(s): Pascal Gaüzère Jueces de touch: Mathieu Raynal Federico Anselmi TMO: James Leckie | Asistencia: 67 144 espectadores Árbitro(s): Pascal Gaüzère Jueces de touch: Mathieu Raynal Federico Anselmi TMO: James Leckie |
| Ben Earl (Inglaterra) hizo su debut profesional. Inglaterra reclama la Copa Calcuta por primera vez desde 2017. |                                 |           |                                                                               | | |

| 9 de febrero                                  | Francia | BO 35 - 22 | Italia                                                                                           | Estadio de Francia, Saint-Denis                                                                                             | |
| 15:00                                         | Tries Thomas 7' Ollivon 18' Alldritt 39' Ntamack 59' Serin 74' Conversiones (1/4) Ntamack 40' (1/1) Jalibert 75' Penales (2/3) Ntamack 3', 32' | Reporte    | Tries 24' Minozzi 65' Zani 80' Bellini Conversiones 26', 66' Allan (2/2) Penales 29' Allan (1/2) | Asistencia: 52 000 espectadores Árbitro(s): Andrew Brace Jueces de touch: Nigel Owens Brendon Pickerill TMO: Brian MacNeice | Asistencia: 52 000 espectadores Árbitro(s): Andrew Brace Jueces de touch: Nigel Owens Brendon Pickerill TMO: Brian MacNeice |
| Francia retiene el Trofeo Giuseppe Garibaldi. | |            |                                                                                                  | | |

### Jornada 3
| 22 de febrero | Italia | 0 - 17  | Escocia                                                                | Estadio Olímpico, Roma                                                                                                  | |
| 14:15         |        | Reporte | Tries Hogg 23' Harris 47' Hastings 79' Conversiones 80' Hastings (1/3) | Asistencia: 54 349 espectadores Árbitro(s): Ben O'Keeffe Jueces de touch: Mathieu Raynal Ben Whitehouse TMO: Rowan Kitt | Asistencia: 54 349 espectadores Árbitro(s): Ben O'Keeffe Jueces de touch: Mathieu Raynal Ben Whitehouse TMO: Rowan Kitt |

| 22 de febrero | Gales                                                                                           | BD 23 - 27 | Francia | Estadio del Milenio, Cardiff                                                                                             | |
| 16:45 | Tries Lewis 48' Biggar 75' Conversiones (2/2) Biggar 49', 75' Penales (3/3) Biggar 4', 26', 35' | Reporte    | Tries 7' Bouthier 30' Willemse 52' Ntamack Conversiones 8', 31', 53' Ntamack (3/3) Penales 19', 63' Ntamack (2/2) | Asistencia: 73 931 espectadores Árbitro(s): Matthew Carley Jueces de touch: Wayne Barnes Karl Dickson TMO: Graham Hughes | Asistencia: 73 931 espectadores Árbitro(s): Matthew Carley Jueces de touch: Wayne Barnes Karl Dickson TMO: Graham Hughes |
| Will Rowlands (Gales), Dylan Cretin y Jean-Baptiste Gros (ambos de Francia) hicieron su debut internacional. Es la primera vez desde 2010 que Francia logra vencer en Cardiff. |                                                                                                 |            | | | |

| 23 de febrero                                                                                    | Inglaterra                                                                                                | 24 - 12 | Irlanda                                                        | Estadio de Twickenham, Twickenham                                                                                       | |
| 15:00                                                                                            | Tries Ford 8' Daly 25' Cowan-Dickie 62' Conversiones (3/3) Farrell 9', 25', 64' Penales (1/1) Farrell 40' | Reporte | Tries 50' Henshaw 80+2' Porter Conversiones 80+3' Cooney (1/1) | Asistencia: 81 476 espectadores Árbitro(s): Jaco Peyper Jueces de touch: Romain Poite Alexandre Ruiz TMO: Marius Jonker | Asistencia: 81 476 espectadores Árbitro(s): Jaco Peyper Jueces de touch: Romain Poite Alexandre Ruiz TMO: Marius Jonker |
| Jonathan Joseph (Inglaterra) alcanza los 50 test match. Inglaterra retiene el Millennium Trophy. | |         |                                                                | | |

### Jornada 4
| 7 de marzo | Inglaterra | 33 - 30 BD | Gales | Estadio de Twickenham, Twickenham                                                                                        | |
| 16:45 | Tries Watson 4' Daly 32' Tuilagi 61' Conversiones (3/3) Farrell 6', 34', 62' Penales (3/3) Farrell 16', 39', 45' (1/1) Ford 52' | Reporte    | Tries 41', 80+1' Tipuric 78' Biggar Conversiones 42', 78', 80+1' Biggar (3/3) Penales 9', 21' Halfpenny (2/2) 40+1' Biggar (1/1) | Asistencia: 81 522 espectadores Árbitro(s): Ben O'Keeffe Jueces de touch: Romain Poite Alexandre Ruiz TMO: Marius Jonker | Asistencia: 81 522 espectadores Árbitro(s): Ben O'Keeffe Jueces de touch: Romain Poite Alexandre Ruiz TMO: Marius Jonker |
| Inglaterra asegura su 26.º Triple Corona, la primera desde 2016. Manu Tuilagi es el primer jugador inglés expulsado desde que Elliot Daly recibió la misma sanción contra Argentina en 2016. También fue la primera tarjeta roja en un partido del Seis Naciones desde que Stuart Hogg fue expulsado por Escocia contra Gales en el 2014. Alun Wyn Jones logra el récord de 57 test match en el Seis Naciones para Gales. | |            | | | |

| 8 de marzo | Escocia | 28 - 17 | Francia                                                                                      | Estadio Murrayfield, Edimburgo                                                                                           | |
| 15:00 | Tries Maitland 40+1', 45' McInally 64' Conversiones (2/3) Hastings 46', 66' Penales (3/3) Hastings 11', 19', 37' | Reporte | Tries 33' Penaud 76' Ollivon Conversiones 34', 76' Jalibert (2/2) Penales 61' Jalibert (1/1) | Asistencia: 67 144 espectadores Árbitro(s): Paul Williams Jueces de touch: Wayne Barnes Frank Murphy TMO: Brian MacNeice | Asistencia: 67 144 espectadores Árbitro(s): Paul Williams Jueces de touch: Wayne Barnes Frank Murphy TMO: Brian MacNeice |
| Kyle Steyn (Escocia) hizo su debut internacional. Fraser Brown (Escocia) alcanza los 50 test match. Escocia reclama el Trofeo Auld Alliance. Es el triunfo número 200 de Escocia en el Seis Naciones incluyendo todas las versiones anteriores. Escocia ganó partidos consecutivos contra Francia, después de derrotarlos en agosto de 2019, por primera vez desde 1964. | |         |                                                                                              | | |

| 24 de octubre | Irlanda | BO 50 - 17 | Italia | Estadio Aviva, Dublín |                       |
| |         | Reporte    |        | Árbitro(s): Nic Berry | Árbitro(s): Nic Berry |
| El partido entre Irlanda e Italia inicialmente se iba a disputar el 7 de marzo, pero fue pospuesto debido a la pandemia de coronavirus. |         |            |        |                       |                       |

### Jornada 5
| 31 de octubre | Gales | BD 10 - 14 | Escocia | Parc y Scarlets, Llanelli |                           |
| |       | Reporte    |         | Árbitro(s): Angus Gardner | Árbitro(s): Angus Gardner |
| El partido entre Gales y Escocia inicialmente se iba a disputar el 14 de marzo, pero fue pospuesto debido a la pandemia de coronavirus. |       |            |         |                           |                           |

| 31 de octubre | Italia | 5 - 34 BO | Inglaterra | Estadio Olímpico, Roma     |                            |
| |        | Reporte   |            | Árbitro(s): Pascal Gaüzère | Árbitro(s): Pascal Gaüzère |
| El partido entre Italia e Inglaterra inicialmente se iba a disputar el 14 de marzo, pero fue pospuesto debido a la pandemia de coronavirus. |        |           |            |                            |                            |

| 31 de octubre | Francia | BO 35 - 27 | Irlanda | Estadio de Francia, Saint-Denis |                          |
| |         | Reporte    |         | Árbitro(s): Wayne Barnes        | Árbitro(s): Wayne Barnes |
| El partido entre Francia e Irlanda inicialmente se iba a disputar el 14 de marzo, pero fue pospuesto debido a la pandemia de coronavirus. |         |            |         |                                 |                          |

## Premios especiales
- Grand Slam: No hubo ganador
- Triple Corona:  Inglaterra
- Copa Calcuta:  Inglaterra
- Millennium Trophy:  Inglaterra
- Centenary Quaich:  Irlanda
- Trofeo Garibaldi:  Francia
- Trofeo Auld Alliance:  Escocia
- Copa Doddie Weir:  Escocia
- Cuchara de madera:  Italia